# ボウリング・グリーン (ニューヨーク市)
ボウリング・グリーン (Bowling Green) は、ロウワー・マンハッタンのブロードウェイ南端に位置する小さな公園である。すぐ南にはニューアムステルダムの要塞であったフォート・アムステルダムの跡地に建つアレクサンダー・ハミルトン合衆国税関がある。1733年にこの公園は造成され、元々は野外ボウリング場（ボウリング・グリーン, en）があったためこの名前が付けられた。この公園はニューヨーク市で最古の公共の公園であり18世紀に作られたフェンスで今も囲まれている。この公園の北角にはチャージング・ブル像が置かれている。ボウリング・グリーン・フェンス・アンド・パーク (Bowling Green Fence and Park) はアメリカ合衆国国家歴史登録財に指定されている。

## 概要
この公園は雫の形をした広場でありホワイトホール (Whitehall) のそばのブロードウェイが分岐したことによって形成された。この公園はフェンスで囲まれた緑化公園で、椅子とテーブルが備わっておりファイナンシャル・ディストリクトで働く人たちがよく昼食時に利用している。広場の中心には噴水がある。
この広場の南にはアレクサンダー・ハミルトン合衆国税関の正面入り口が隣接しており、この建物にはスミソニアン博物館の国立アメリカ・インディアン博物館およびニューヨーク州南部管区（マンハッタン地区）の破産審査裁判所が入居している。以前はこの公園の南端に沿って同じくボウリング・グリーン ("Bowling Green") と呼ばれる公共の通りがあったが、地下鉄駅の入り口を設置するためにこの通りは廃止になった。

## 歴史

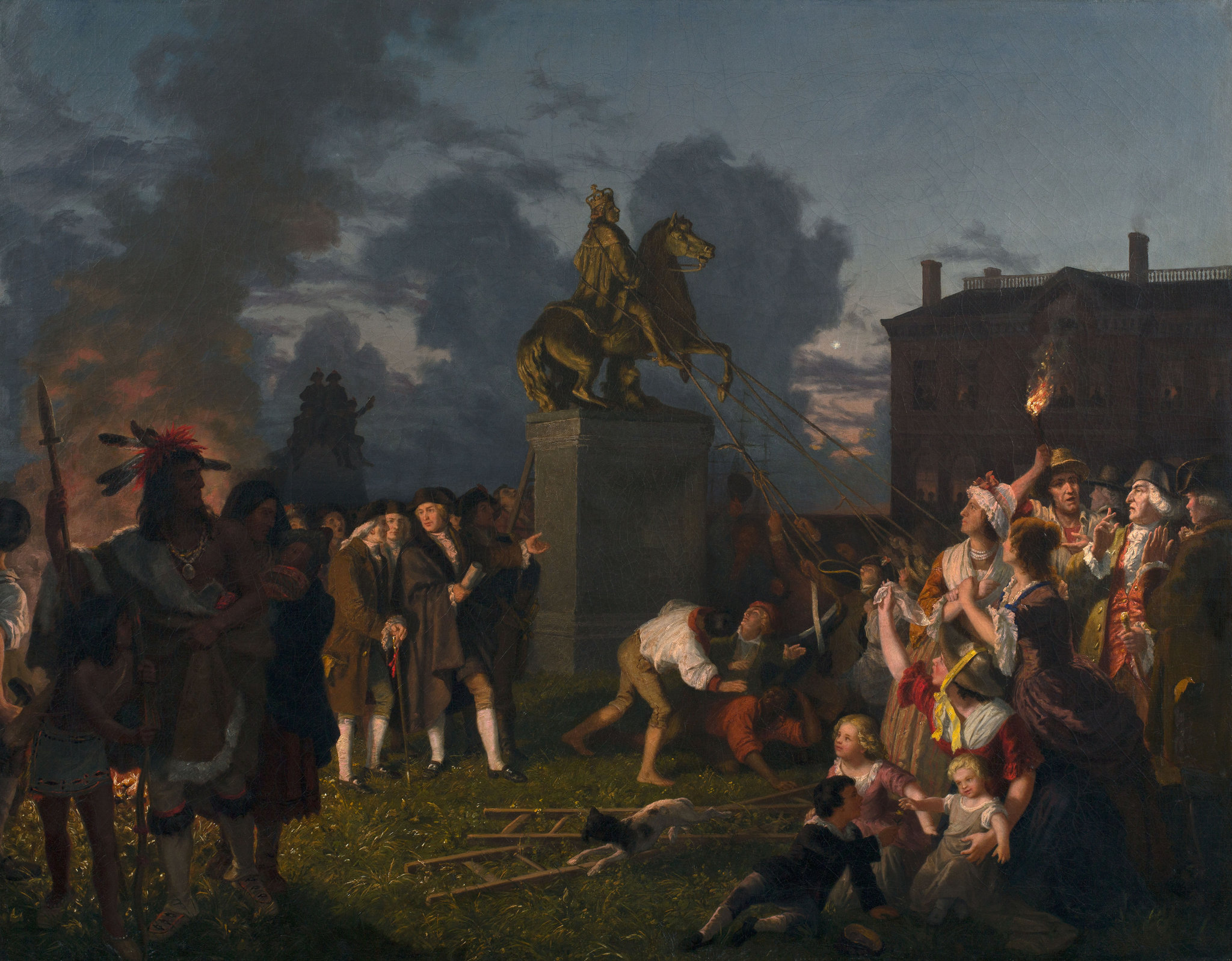
Pulling Down the Statue of King George III, N.Y.C., 1859年頃：ボウリング・グリーンにおけるジョージ三世像の引倒しをロマンティックに描いたヴィクトリア朝の絵画。美化されており歴史的な正確性には欠けている。1850年の服装をした彫刻が描かれており、さらにネイティブ・アメリカンや女性、子どもも一緒に描かれている。

この公園はニューアムステルダムの時代にさかのぼる頃から長い間、ニューヨーク市街地の活動の中心だった。1638年から1647年までは牧畜のマーケットが置かれていた。また軍事パレードを行う場所（パレード・グラウンド）でもあった。1675年、市議会は"穀物、牧畜そして他の物産品"の歳の市として"plaine afore the forte"に指定した。1677年、この街で初めての公共の井戸がフォート・アムステルダムの前のボウリング・グリーンの位置に掘られた。1733年、市議会はこのパレード・グラウンドの一部をこの近辺の三人の有力な地主にコショウ市として使用するために貸し出した。彼らはこの公園に美しさと装飾 ("Beauty and Ornament") を加えて、市民の喜びの場所 ("the delight of the Inhabitants of the City") を作ると約束した。この改修の一環として、立ち入り ("walks therein") できるボウリング・グリーン ("bowling green") が作られた。周囲の道路は1744年まで石畳で舗装されることはなかった。
1770年8月21日、イギリス政府はジョージ3世の騎馬像をボウリング・グリーンに設置した。これは金メッキをした4,000ポンド (1,800 kg) の像で、マルクス・アウレリウス・アントニヌス騎馬像 (en) の様式に倣って王は古代ローマ風の服装で着飾っていた。この彫刻は1766年にウィリアム・ピットの彫刻とともにロンドンの著名な彫刻家en:Joseph Wiltonに委託された。
1770年以降は急速にイギリス本国との関係が悪化し、この彫刻の周りはボウリング・グリーンの抗議者 (Bowling Green protest) たちを引き寄せる場所となった。1773年、市は反落書き (anti-graffiti) 法および反冒瀆法 (anti-desecration) を可決し、このモニュメントに対する公共破壊行為に対抗するため鋳鉄の防護フェンスで公園の周囲を囲んだ。このフェンスは現在でもまだ建っている。1776年7月9日、ワシントンの部隊によって現在のシティ・ホールの場所で独立宣言が読まれた後、地元の自由の息子達はブロードウェイを抜けてボウリング・グリーンまで押し寄せ、この像を引倒した。防護フェンスの上に付いていた鋳鉄の王冠のポストフィニアル (en) はのこぎりで切り落とされ、この痕は今でも見ることができる。これはニューヨーク市の歴史の中でも最も印象的な出来事の一つである。民間伝承によるとオリヴァー・ウォルコットの指揮によってこの像は細かく砕かれ、コネチカットの鋳造所に輸送され、42,088発分の愛国者が使用する弾丸へと造り変えられた。総重量2,104.4 ポンドの像の残骸から1ポンドあたりから20発の弾丸が作られた。この像の頭部は槍の柄に付けて街中をパレードで引き回されたが、ロイヤリストたちによって修復されイングランドに送られた。この像の断片の6つはニューヨーク歴史協会 (en) に1つはニューヨーク市博物館 (en) に2つはコネチカットよって保存されている（推定では計260/270ポンド）。この出来事は以降数年に渡って幾度と描かれており、en:William Walcuttによる1854年の作品やen:Johannes Adam Simon Oertelによる1859年の作品などに見ることができる。

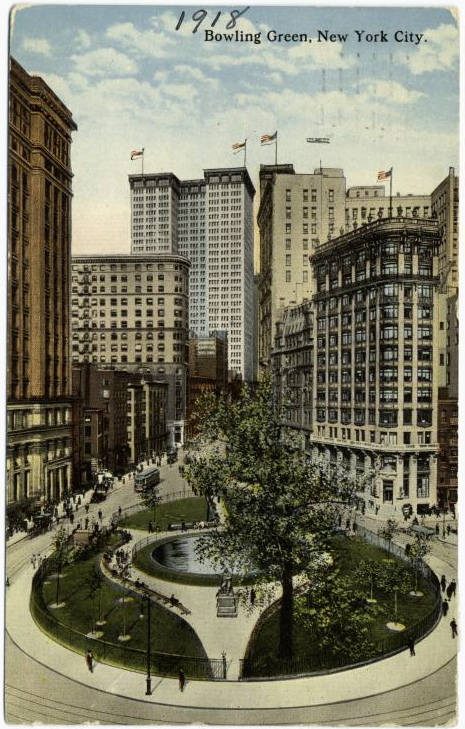
1900年のボウリング・グリーン周辺

この像の台座として使われていた大理石の厚板は1783年に死んだen:Black WatchのJohn Smith市長の墓石として初めて使われた。Smithの墓所は1804年に更地にされ、そこに建てられた二件の邸宅の階段としてこの厚板は使用された。1880年に碑文が再発見され、この厚板はニューヨーク歴史協会 (en) へと移された。1790年にジョン・トランブルによって描かれシティ・ホールに飾られているジョージ・ワシントンの肖像の背後にはこのモニュメントの土台が写っている。William Pitt像はニューヨーク歴史協会に保管されている。
革命後、ボウリング・グリーンに面していたフォート・アムステルダムの廃墟は1788年に解体され、がれきの一部はバッテリーを西に拡張するために使用された。砦の跡地には新政府の指導者の邸宅が建てられた。この建物の四つの支柱ポーチコはボウリング・グリーンに面していた。大統領が住むことが望まれたが、ジョン・ジェイが住むこととなった。州都がオールバニに移ると、この家は1815年に解体されるまで宿屋 (boarding house) として使用されていた。エレガントなタウン・ハウスがこの公園の回りに建てられ、ニューヨークのトーリー党の愛国者のいくらかは現在は共和党支持者となってはいるが、このときからこれらの建物の多くは居住者が私有できるままである。en:Abraham Kennedy率いるニューヨークの商人たちは1 ブロードウェイに建つ中央のペディメントの下に56フィートのファサードを持ちバッテリー・パレード (Battery Parade) を正面に向いた邸宅に住んでいた。これは新しく開かれたこの公園を象徴していた。ローズ・ヒルに夏の別邸を持っていたHon. John Watts、5番地に住むロバート・リビングストン、7番地に住むen:Stephen Whitney、そしてJohn Stevensらはみなボウリング・グリーンに向かい合う連邦様式 (en) のれんが造りの住宅に住んでいた。
大統領の第二の別邸だったアレクサンダー・マコーム邸宅 (en) はこの公園の北の39-41 ブロードウェイに位置している。ジョージ・ワシントン大統領は1790年2月23日から8月30日の間、アメリカの首都がニューヨークからフィラデルフィアに移るまでここに住んでいた。
しかしながら、1850年までにラファイエット・ストリートと続いてワシントン・スクエア・パークと5番街の開業によって一般的なマンハッタンの居住地がさらに北上したことで、このあたりの居住地は船積所 (shipping office) へと変換されることとなり、結果としてこの公園は完全に一般に公開されることとなった。
第二次世界大戦後にはこの公園はしばらく放置されたが、1970年代にニューヨーク市によって改修され現在は多くの人がこの公園を訪れるようになった。1980年には、ボウリング・グリーン・フェンス・アンド・パーク' (Bowling Green Fence and Park) としてアメリカ合衆国国家歴史登録財に指定された。
1989年、en:Arturo Di Modicaによるチャージング・ブル像がニューヨーク市公園・保養局 (en) によって公園の北端に設置された。当初はDi Modicaによってウォール街に無許可で設置された像だが、警察による押収の後にこの場所に正式に置かれることとなった。この像はファイナンシャル・ディストリクトで親しまれる名所となった。
2009年6月初旬には、映画魔法使いの弟子のロケでこの公園が使用された間は公園の噴水と池が一時的に改変された。撮影期間中は公園と周囲の道路に機材が設置された。

## 周囲の建物
高層ビルやその他建築物によってこの空間の都市の価値が作り出されている（南から時計回りの一覧）：
- アレクサンダー・ハミルトン合衆国税関 - すぐ南側の建物
- 1 ブロードウェイ, United States Lines-en:Panama Pacific Lineビル
- ボウリング・グリーン・ビル, 11 ブロードウェイ (1895–98年建設,  W. and G. Audsley設計, 後にホワイト・スター・ラインが使用)
- キュナード・ビル, 25 ブロードウェイ (1921年建設, Benjamin Wistar Morrisとen:Carrère and Hastings設計)[9]
- 26 ブロードウェイ, Standard Oil Companyビル, ブロードウェイを挟んで東, Cunardビルの向かい (1922年建設, en:Carrère and Hastingsとen:Shreve, Lamb & Blake設計)
- 2 ブロードウェイ — 周囲で唯一の現代的スタイルで違和感をもたらすビル — (1959–60年建設, Emery Roth & Sons設計, 1999年スキッドモア・オーウィングズ・アンド・メリルにより表面の張り替え), 佳作であった商品取引所ビル (Produce Exchange Building) (1881–84年建設, 1957年解体, ジョージ・B・ポスト設計) がモダンなガラス壁によって張り替えられたような建物。これはファイナンシャル・ディストリクトの再開発を促すための歴史的建築物への"許容可能な犠牲である"[10]。

## 地下鉄駅
"ボウリング・グリーン" (Bowling Green) はニューヨーク市地下鉄IRTレキシントン・アベニュー線の駅の名前でもある。1905年にオープンしたこの駅の入り口は広場のすぐ横に位置している。

## 参照
- CHARGING BULL チャージング・ブル〈Lovely New York ラブリーニューヨーク〉